# Emmett Reid Dunn
Pour les articles homonymes, voir Dunn.
Emmett Reid Dunn est un herpétologiste américain, né le 21 novembre 1894 à Alexandria (Virginie) et mort le 13 février 1956 à Bryn Mawr (Pennsylvanie).

## Biographie
Passionné très jeune par les serpents, il est encouragé dans cette voie par Leonhard Hess Stejneger (1851-1943), conservateur du National Museum of Natural History lors de ses visites. Il obtient son Bachelor of Arts en 1915 et son Master of Arts en 1916. Il entre alors à l’American Museum of Natural History où, grâce à Mary Cynthia Dickerson (1866-1923), conservateur de l’herpétologie, il part pour sa première mission d’étude dans les montagnes de l’ouest de la Caroline du Nord. Il y découvre et se passionne pour les salamandres. Elles seront le sujet de son unique livre, The Salamanders of the Family Plethodontidae (1926, réimprimé en 1972).
Dunn commence à enseigner dans une université pour femmes, le Smith College dans l’ouest du Massachusetts. Durant la Première Guerre mondiale, il souhaite s’engager dans une école d’officiers mais l’armée le refuse arguant que passer ses week-ends à récolter des salamandres et des serpents est indigne d’un officier. La marine n’a pas ces réticences et il devient enseigne en 1917 et sert comme sous-marinier.
Après la fin de la guerre, il retourne au Smith College, où, parmi ses collègues, se trouvent deux des meilleurs spécialistes de salamandres, Harris Hawthorne Wilder (1864-1928) et sa femme Inez Luanne Whipple Wilder (1871-1929). Il commence à faire paraître ses premières publications. Il s’intéresse à l’anatomie des salamandres ainsi qu’à leur classification. Il obtient son doctorat en 1921 sous la direction de Thomas Barbour (1884-1946) qui l’encourage à se rendre sous les tropiques pour y étudier la faune. Dunn voyage ainsi en Jamaïque, Cuba et l’Amérique centrale.
En 1929, il enseigne dans l’Haverford College et devient, en 1937, conservateur honoraire de l’herpétologie à l’Academy of Natural Sciences of Philadelphia. Il y enrichit encore les collections d’espèces tropicales commencées par Edward Drinker Cope (1840-1897). Il fait de nombreux voyages au Costa Rica et au Panama et séjourne une année en Colombie.
Dunn fait paraître 217 publications et dirige Copeia de 1923 à 1936. Il exerce une grande influence sur ses élèves et nombre d’entre eux se spécialiseront en herpétologie comme Joseph Randle Bailey (1913-), Herndon Glenn Dowling, Jr (1921-), Henri Cleret Seibert (1915-2003), Worth Hamilton Weller (1913-1931) et Jay Mathers Savage (1928-).